# Astur CF
Astur CF is een Spaanse voetbalclub uit Oviedo die uitkomt in de Tercera División. De club werd in 1923 opgericht en speelt haar thuiswedstrijden in het Estadio Hermanos Llana.